# Trollpikken

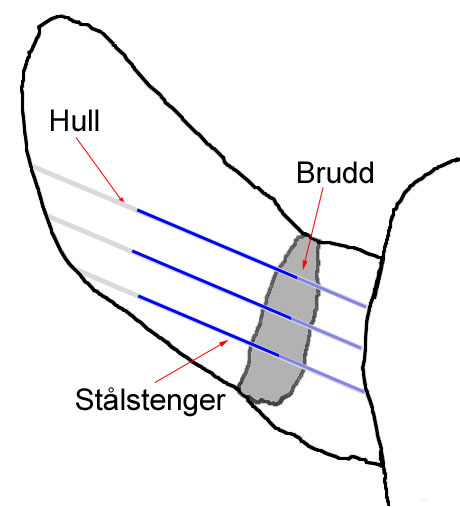
Återuppbyggnaden av Trollpikken

Trollpikken är en fallosformad stenformation belägen mellan Kjervall og Veshovda i Eigersunds kommun i sydvästra Norge. Formationen är lätt att hitta och lokala turistföretag visade försommaren 2017 förhoppningar om att den skulle bli lika populär som den mer kända Trolltunga.

## Avkapning och återresning
På morgonen den 24 juni 2017 rapporterades det att Trollpikken blivit förstörd vid en vandalisering under den gångna natten. "Avkapningen" fick stor uppmärksamhet i både nationell och internationell media och en insamling för att kunna återställa stenformationen drogs igång. På ett par veckor nåddes målet på 200 000 insamlade norska kronor. Återresningen av "Dalanes stolthet" inleddes den 6 juli 2017 med hjälp av en lokal entreprenör.